# Mangora matamata
Mangora matamata là một loài nhện trong họ Araneidae.
Loài này thuộc chi Mangora. Mangora matamata được Herbert Walter Levi miêu tả năm 2007.